# Arnold Colom
Arnold Colom (Amsterdam, 1624 - Amsterdam, 1668) fou un impressor, editor i llibreter a Amsterdam.

## Biografia
Arnold Colom és el segon fill de Jacob Arentsz (Aertsz) Colom i Barbertge Jans. Es va casar amb Sara Rengers el 1649 i es va establir a la "Op de Texelsche Kay in de Lichtende Colom" a Amsterdam. Aquesta adreça es pot trobar, entre altres coses, a la impressió del títol d'un llibre imprès per Arnold anomenat IJdelheijdt i unsteadigheijt der Fortuijn. El llibre va ser escrit pel francès Urbain Chevreau (1613 - 1701) i va ser publicat el 1651.
El 22 d'octubre de 1650, Arnold es va convertir en membre del gremi de llibreters d'Amsterdam.
Tres fills van néixer del matrimoni d'Arnold Colom i Sara Rengers. Al primer fill se li va donar el mateix nom que el seu avi, a saber Jacob Aertsz Colom (Amsterdam, el 7 de maig de 1652 - Amsterdam, abans de 1699). Jacob Aertsz, com el seu pare i el seu avi, es va convertir en membre del gremi de llibreters a Amsterdam, però va ser el darrer de la família a exercir la professió de llibreter i impressor. El segon fill que va sorgir del matrimoni d'Arnold Colom i Sara Rengers es va dir Gijsberta Colom i va néixer el 1654. Es va casar amb el fuster Willem van der Gaegh el 1675. El tercer fill va néixer el 1656 i va rebre el nom de Cornelis Colom. Va ser pintor de professió i es va casar amb Anna Verstappen el 1679. Arnold Colom va morir el 1668 i va ser enterrat el 24 d'octubre a Amsterdam. La seva dona va morir uns quants anys més tard el 1684.

## Obra
Arnold Colom va publicar atles, mapes impresos solts i llibres. El va vendre a la seva botiga "Op de Texelsche Kay, al Lichtende Colom", a Amsterdam.

### Atles i mapes

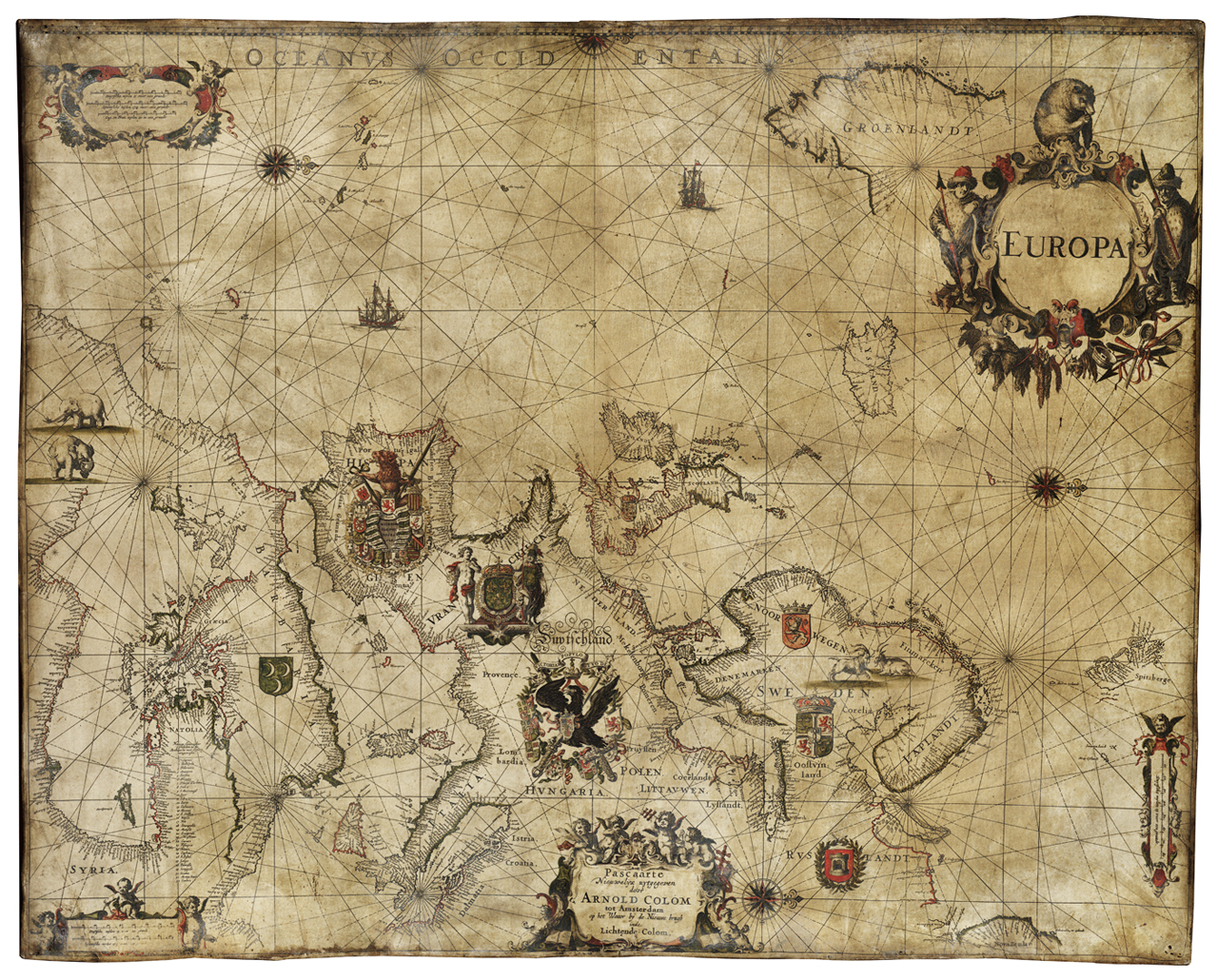
Mapa d'Europa. Publicat el 1660 per Arnold Colom.

Hi ha dos atles marins publicats per Arnold Colom: el Zee-atlas, ofte Water-wereldt en Lighting Colom of the Midland.
Zee-atlas, ofte Water-wereldt es va publicar entre 1654 i 1658 i es considera un dels atlas marins més importants impresos als Països Baixos. L'atles constava originalment de quinze gràfics marins als quals l'editorial va afegir disset gràfics marins i un mapa mundial. L'atles conté tres mapes d'un oceà amb la mateixa escala (1: 14.000.000), així com gràfics nàutics portuguesos i espanyols d'aquest període. Tanmateix, és la primera vegada que es imprimeixen aquests gràfics nàutics per a un atles. Anteriorment, aquestes targetes eren impreses en fulls separats i venudes o distribuïdes com a targeta manuscrita.
L'atles pertany al gènere de l'atles marí. Molts famosos impressors d'Amsterdam han contribuït a aquest gènere. Inclòs Johannes Janssonius que va publicar l'Atlas Maritimus el 1650. Aquest atles era la cinquena part del Novus Atlas i conté 31 mapes de mars i zones costaneres. Arnold Colom, el seu atles marítim del món, va ser una inspiració per a Pieter van Alphen, que va publicar el 1660 el Nieuwe zee-atlas of water-werelt uitgaf.
A més de l'atles marí del món, Colom va publicar un atles del Mediterrani. Lighting Colom of the Midland va ser impresa a Amsterdam el 1660 i venuda a diversos llibreters de Londres. L'atles conté mapes del mar Mediterrani i de les zones costaneres. També hi ha targetes individuals emeses per Arnold Colom, tot i que no és clar quantes cartes en formen part. Se sap que Daniel Stalpaert va imprimir un mapa d'Amsterdam conjuntament amb Arnold. Aquest mapa té una data de 1663.

### Llibres
Arnold Colom va publicar, entre d'altres, els següents llibres:
- Urbain Chevreau, IJdelheijdt en ongestadigheijt der Fortuijn waer in gesien werdt door den ondergangh der Keijser- en Koninckrijcken, door het verderven van Landen en Steden, en verscheijde Wonderbare toevallen, de onseeckerheijdt en ondstantsvastigheijt van alle wereldsche dingen. Amsterdam, Arnold Colom, 1651.[5]
- Antoine Chardevenne, Les plagiaires du convent des repenties de la Magdelene de Bourdeaux. Amsterdam, Arnold Colom, 1653.[6]

## Galeria

'Pascaarte van Nieu Països Baixos. Publicat el 1663 per Arnold Colom.
Karta amb dos hemisferis. DeAtlas of werelts-water-deel en desselfs zee-custen (1663) de Jacob Aertsz Colom.
Carta nàutica del Mediterrani. De Atlas of werelts-water-deel en desselfs zee-custen (1663) van Jacob Aertsz. Colom.
Mapa de les illes del Carib d'Arnold Colom Zee-atlas, ofte Water-wereldt (c. 1656).
Mapa del mar Bàltic. Imprès el 1656 per Arnold Colom.
Mapa de les Índies Orientals amb el cartutx “Oosterdeel van Oost If by Arnold Colom to Amsterdam in the Luminescent Colom”.